# ヴァイルミュンスター
ヴァイルミュンスター (ドイツ語: Weilmünster) は、ドイツ連邦共和国ヘッセン州ギーセン行政管区のリムブルク＝ヴァイルブルク郡のマルクトフレッケン（市場町）である。

## 地理

### 位置
ヴァイルミュンスターは、タウヌス山地の北斜面、ラーン川支流のヴァイル川の谷に位置している。最寄りの大きな都市としては、北東にヴェッツラー (20 km)、東にブッツバッハ (30 km)、南東にウージンゲン (18 km)、南西にバート・カムベルク (23 m) およびリムブルク・アン・デア・ラーン (35 km) がある。

### 隣接する市町村
ヴァイルミュンスターは、北はヴァイルブルク（リムブルク＝ヴァイルブルク郡）およびブラウンフェルス、東はヴァルトゾルムス（ともにラーン＝ディル郡）、南はグレーヴェンヴィースバッハ、ヴァイルロート（ともにホーホタウヌス郡）およびゼルタース、西はフィルマーおよびヴァインバッハ（3町村はリムブルク＝ヴァイルブルク郡）と境を接している。

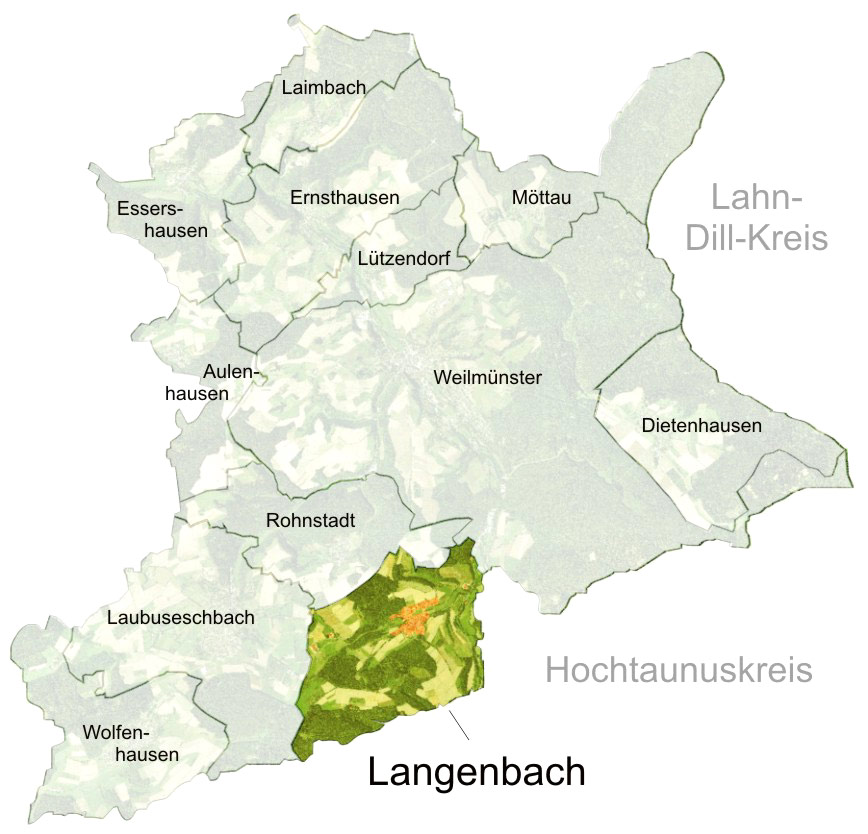
ヴァイルミュンスターの地区図

### 自治体の構成
自治体としてのヴァイルミュンスターは、アウデンシュミーデ、アウレンハウゼン、ディーテンハウゼン、エルンストハウゼン、エッサースハウゼン、ライムバッハ、ランゲンバッハ、ラウブゼシュバッハ、リュッツェンドルフ、メッタウ、ローンシュタット、ヴァイルミュンスター（首邑）、ヴォルフェンハウゼンの各地区からなる。
首邑のヴァイルミュンスター地区は、人口約9千人のこのマルクトフレッケンで最大の地区であり、医療施設があり、買い物ができる町の中心である。

## 歴史
ヴァイルミュンスターは、1217年に Wilmunstre として初めて文献に記録されている。しかしこの時にはすでに教会がある村と記述されている。これは、この集落付近に所領を有していたフルダ修道院が9世紀以後に教会を建設したことを示している。現在の福音主義教会は16世紀に建設された。四角形の防衛塔は1300年頃の建物である。ヴァイルミュンスターで1601年から定期的に市が開かれていたことが証明されている。ヴァイルミュンスターはアムト・ヴァイルミュンスターのアムト所在地であった。この村はナッサウ領に属しており、遺領分割によりナッサウ＝ヴァイルブルク領となり、1806年からはナッサウ公国領、1866年9月のプロイセン王国による併合以後はヘッセン＝ナッサウ州に属した。
ヴァイルミュンスターの工業化は早くから始まった。1421年には、アウデンシュミーデにヴァルトシュミーデ（金属加工業）があったことが証明されている。1495年以前に早くもメールバッハ坑で銀、鉛、銅が採掘されており、何世紀もの間ラーン盆地で最も採掘量の多い鉱山の1つであった。
16世紀末には、ヴァイルミュンスターに高炉を有する精錬所が存在した。それに伴って、鋳造業者やその他の金属加工業者が住み着いた。三十年戦争の間に金属加工業は衰退したが、1655年には再び高炉が稼働した。1712年、ナッサウ＝ヴァイルブルク政府は、木炭生産のために荒廃した森を保護するために精錬所の閉鎖を命じた。アウデンシュミーデは唯一の精錬所所在地として存続した。
アウデンシュミーデ工場は1798年に新興のブーデルス・コンツェルンの所有となり、1930年までその主力工場の1つであった。しかし工業発展の時代は短期間であった。ラーンタールに道路が整備され、さらにラーン川が航行可能になると、それから離れたヴァイルミュンスターは不利な立場に置かれた。1860年のヴァイル通りの建設は遅すぎた。鉄道がヴァイルミュンスターに到達したのは1890年になってからであった。
1897年に建設されたヴァイルミュンスター療養・介護施設は、国家社会主義の時代に精神病患者や障害者の強制的排除に利用された。患者たちは、故意に食事を与えられず、介護の怠慢により、あるいは薬物の過剰摂取により、システマチックに殺害されていった（T4作戦）。1937年から1945年までにここで、ユダヤ人患者を中心に6,000人以上が殺害された。国家社会主義の患者殺害に関与したことによる、この施設の職員に対する捜査は1953年に完了した。
現在のこの町の地区のうち、メッタウは802年に最初の記録が遺されている。ラウブゼシュバッハは897年、ヴォルフェンハウゼンは1194年、エッサースハウゼンは1233年、リュッツェンドルフは1234年、ディーテンハウゼンは1301年、エルンストハウゼンは1309年、ライムバッハは1344年、ランゲンバッハは1335年、ローンシュタットは1355年、アウレンハウゼンは1565年が初出である。

### ヴァイルミュスター農民蜂起
16世紀後半、大部分が農業に従事するヴァイルミュンスターの住民により、領主に対して暴動が起こった。原因は、ナッサウ＝ヴァイルブルク伯アルブレヒトが、ヴァイルミュンスターの町が所有していた森「ブルンベルク」を譲渡するよう要求したことであった。この要求は1563年7月1日のディーテンハウゼナー・ラントシュトラーセでの集会で住民に提示されたが、拒否された。これに対して伯はヴァイルミュンスター住民を森から排除し、その封鎖の過程で住民2人を逮捕した。町は、封鎖を解除し、逮捕者を釈放するようシュパイアーの帝国最高法院に訴え出て、聞き入れられた。
その後伯は町に対して、森と伯が持つヴァイルミュンスターの所領に関するその他の権利との交換を提案したが、町はこれも拒否した。するとアルブレヒトはブルンベルクに関する禁令を発し、1563年11月10日の夜に騎兵と歩兵でヴァイルミュンスターに侵攻した。兵士たちは4人の農民を殺害し、多くを逮捕した。
その翌年、アルブレヒトはヴァイルミュンスターの賦役を増やし、対価を支払わなくなった。農民の多くは賦役を拒否し、改めて帝国最高法院に訴えた。伯はこれに罰金を科し、支払いがなされなかった場合には家畜や、後には不動産や農機具まで差し押さえた。この紛争はその後約20年間にわたって大きな進展なく停滞した。農民側からは帝国最高法院へ常に新しい文書が提出され、話し合いが持たれ、さらには皇帝に請願が行われた。伯側はさらなる差し押さえ、逮捕、追放でこれに応じた。差し押さえ、裁判費用、逮捕および追放による労働力の喪失は、ヴァイルミュスターの多くの住民に大きな負担となっていた。アルブレヒトは1566年に町の所有物を抵当として金を貸すことを禁じた。これにより町の経済的余裕はさらに失われた。
伯は、紛争への関与の度合いが大きくなかった周辺の9つの村と、1571年に紛争の調停に成功した。ヴァイルミュンスター内では、農民たちと、町長のクリスティアン・ヴァイスマンおよびユダヤ人との間の緊張が長年にわたって高まっていった。町長は伯の地元における代表者であり、ユダヤ人は債権者であり、伯の指示で差し押さえられた財産の利用者となっていた。
ナッサウ＝ディレンブルク伯ヨハン6世のヴェッテラウ伯連合を介しての調停努力により、アルブレヒト伯とヴィルミュンスターの少数派住民67人との間で紛争の解決がなされた。翌年皇帝ルドルフ2世は、遂にマインツ選帝侯と帝国都市フランクフルトを座長とする紛争解決のための委員会を設けた。これと並行してアルブレヒトは、紛争に加わっていた自治体をヴァイルミュスターから切り離していった。アルブレヒトは委員会の解決案を拒否し、1587年9月4日にヴァイルブルクで開催された集会でヴァイルミュンスターの抵抗者たちを脅迫し、最終的にはその家族を追放してその全財産を没収した。その結果、町の多くが伯に服従した。同年11月には、領主に対する要求を支持したのは53人、すなわち住民の 1/3 だけになっていた。1588年2月までにその数はさらに減少し、事実上追放され、放浪者となった者だけになった。アルブレヒトはその後、負債の一部を免除し、森の全域を手に入れた。残った負債はヴァイルミュンスター住民がその後返済した。

### 町域再編
ヘッセン州の地域再編に伴い、1970年12月31日にそれまでのオーバーラーン郡のマルクトフレッケン（市場町）ヴァイルミュンスターに、独立した町村であったアウレンハウゼン、ディーテンハウゼン、エルンストハウゼン、ライムバッハ、ランゲンバッハ、ラウブーゼシュバッハ、リュッツェンドルフ、メッタウ、ローンシュタット、ヴォルフェンハウゼンが自由意思に基づき融合し、新たな自治体ヴァイルミュンスターが成立した。1971年12月31日にエッサースハウゼンがこれに加わった。これら12の旧町村は、ヘッセン州の市町村法に基づき、地区議会と地区長を有する地区 (Ortsbezirk) を形成している。

### 領邦と行政体の歴史
以下のリストは、ヴァイルミュンスターが属した領邦および行政体を示したものである。
- 1806年以前: 神聖ローマ帝国ナッサウ＝ヴァイルブルク伯領/侯領（ドイツ語版、英語版）アムト・ヴァイルミュンスター
- 1806年: ナッサウ公国アムト・ヴァイルブルク
- 1816年: ドイツ連邦ナッサウ公国アムト・ヴァイルブルク
- 1849年: ドイツ連邦ナッサウ公国クライスアムト・ハーダマル
- 1854年: ドイツ連邦ナッサウ公国アムト・ヴァイルブルク
- 1867年: 北ドイツ連邦プロイセン王国ヘッセン＝ナッサウ州（ドイツ語版、英語版）ヴィースバーデン県（ドイツ語版、英語版）オーバーラーン郡
- 1871年: ドイツ国プロイセン王国ヘッセン＝ナッサウ州ヴィースバーデン県オーバーラーン郡
- 1918年: ドイツ国プロイセン自由州ヘッセン＝ナッサウ州ヴィースバーデン県オーバーラーン郡
- 1944年: ドイツ国プロイセン自由州ナッサウ県オーバーラーン郡
- 1945年: アメリカ管理地区（ドイツ語版）グロース＝ヘッセン（ドイツ語版、英語版）、ヴィースバーデン行政管区オーバーラーン郡
- 1949年: ドイツ連邦共和国ヘッセン州ヴィースバーデン行政管区オーバーラーン郡
- 1968年: ドイツ連邦共和国ヘッセン州ダルムシュタット行政管区オーバーラーン郡
- 1974年: ドイツ連邦共和国ヘッセン州ダルムシュタット行政管区リムブルク＝ヴァイルブルク郡
- 1981年: ドイツ連邦共和国ヘッセン州ギーセン行政管区リムブルク＝ヴァイルブルク郡

## 住民

### 人口推移
| 年   | 人口（人） | 出典  |
| ---- | ---------- | ----- |
| 1834 | 1,299      | [ 7 ] |
| 1840 | 1,429      | [ 7 ] |
| 1846 | 1,506      | [ 7 ] |
| 1852 | 1,550      | [ 7 ] |
| 1858 | 1,503      | [ 7 ] |
| 1864 | 1,570      | [ 7 ] |
| 1871 | 1,517      | [ 7 ] |
| 1875 | 1,401      | [ 7 ] |
| 1885 | 1,464      | [ 7 ] |
| 1895 | 1,531      | [ 7 ] |
| 1905 | 2,744      | [ 7 ] |
| 1910 | 2.967      | [ 7 ] |
| 1925 | 1,893      | [ 7 ] |
| 1939 | 3,643      | [ 7 ] |

| 年   | 人口 （人） | 出典   |
| ---- | ----------- | ------ |
| 1946 | 3,328       | [ 7 ]  |
| 1950 | 3,684       | [ 7 ]  |
| 1956 | 4,120       | [ 7 ]  |
| 1961 | 3,675       | [ 7 ]  |
| 1967 | 4,040       | [ 7 ]  |
| 1970 | 8,897       | [ 7 ]  |
| 1972 | 9,429       | [ 8 ]  |
| 1976 | 9,094       | [ 9 ]  |
| 1984 | 8,900       | [ 10 ] |
| 1992 | 9,014       | [ 11 ] |
| 2000 | 9,400       | [ 12 ] |
| 2010 | 9.029       | [ 13 ] |
| 2018 | 8,800       | [ 12 ] |

### 宗教統計
- 1885年: 福音主義信者 1,378人 (97.66 %)、カトリック信者 32人 (2.27 %)、ユダヤ教徒 1人 (0.07 %)
- 1961年: 福音主義信者 2,499人 (68.00 %)、カトリック信者 1,074人 (29.22 %)[7]

## 行政

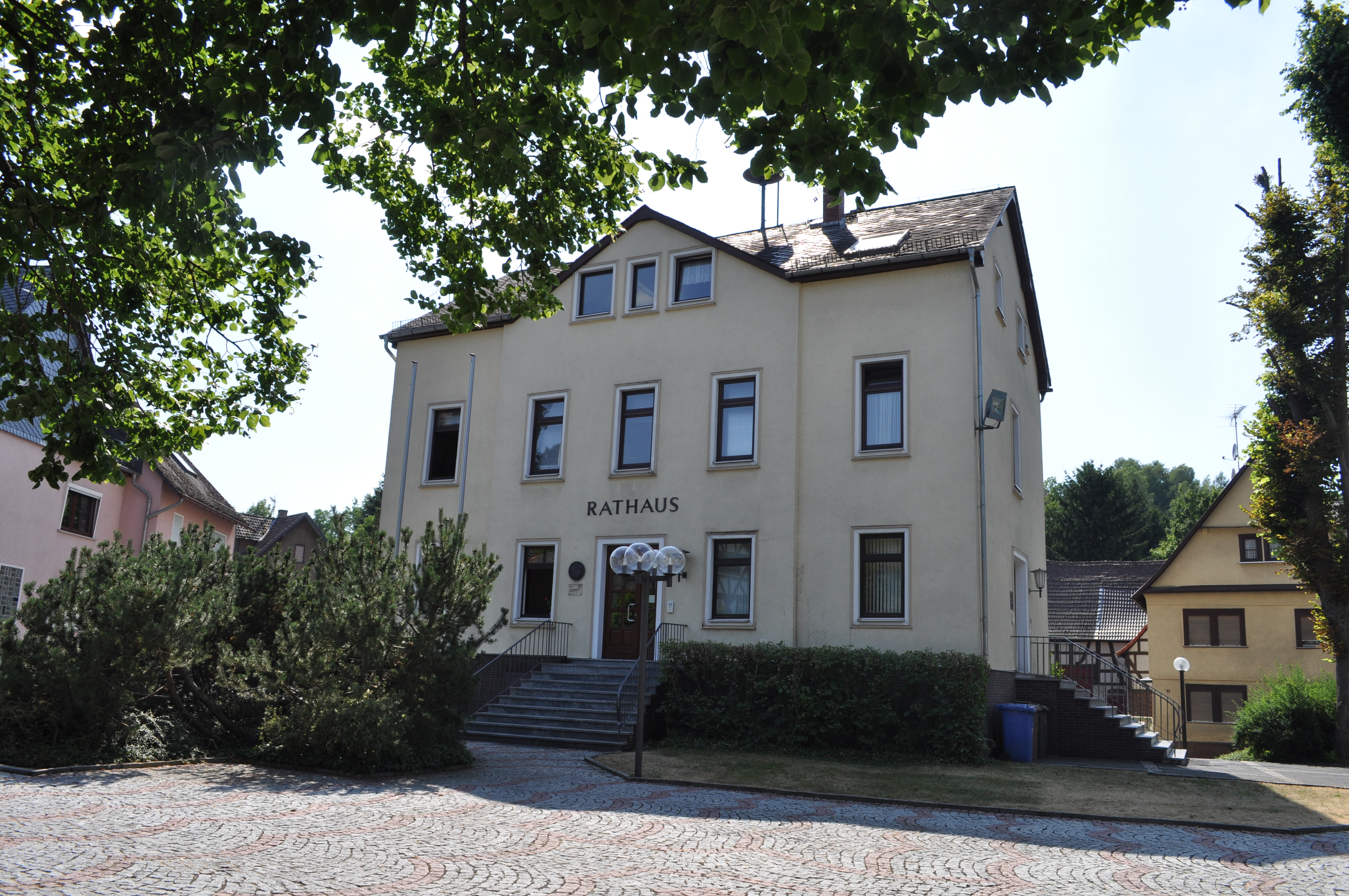
ヴァイルミュンスターの町役場

### 議会
ヴァイルミュンスターの町議会は31議席からなる。

### 首長
第二次世界大戦後の町長を列記する。
- アルベルト・ヴァイル（1945年）
- アドルフ・メッツラー（1945年 - 1946年）
- アルベルト・ヴァイル（1946年 - 1948年）
- フリードリヒ・ヴァインブレナー（1948年）委嘱、第一副町長
- アルベルト・ベンツ（1948年 - 1951年）
- コテク博士（1951年 - 1952年）委嘱、第一副町長
- ヴィルヘルム・ベンツ（1952年 - 1958年）
- ヴァルデマール・ヴィントマイアー（1958年 - 1988年）
- クラウス・プファイファー（1988年 - 1994年）
- マンフレート・ヘープ（1994年 - 2018年）
- マリオ・コシェル（2018年 - ）

### 紋章と旗

#### 紋章
図柄: 銀地に、2本の塔を持ち、塔の先端と長堂の破風の先に金色の宝珠を戴く青い屋根の教会の南西からの姿が描かれている。左上（向かって右上）は青地で、7つの金色の長方形がちりばめられた中に直立して、赤い舌と赤い爪で威嚇する金色の獅子が描かれている。
紋章の創設: 現在の形の紋章は、1935年7月1日にヘッセン＝ナッサウ州の州知事によって認可され、1983年9月30日にヘッセン州内務省によって確認された。同時に、別の文書で、ヴァイルミュンスター (オーバーラーン郡) に「マルクトフレッケン」（市場町）の肩書きを使用する権利が与えられた。
紋章の教会はヴァイルミュンスター福音主義教会を表している。7つの長方形と金の獅子は、旧ナッサウ公領の紋章から採られた。現在の紋章は三十年戦争直後から用いられていたことが証明されている。

#### 旗
幟の地色はオレンジ色と青の2つのレーンで、上から1/3の箇所に町の紋章が描かれ、地色が左右入れ替わる。オレンジ色と青の配色は旧ナッサウ公領を想起させる。特定のイベントでは、町の紋章の代わりに、「ヴァイルミュンスターファーネ」と呼ばれる旗が掲げられる。

### 姉妹自治体
- ル・シェラール（フランス語版、英語版）（フランス、アルデシュ県）1963年[16]

## 文化と見所

### 文化財

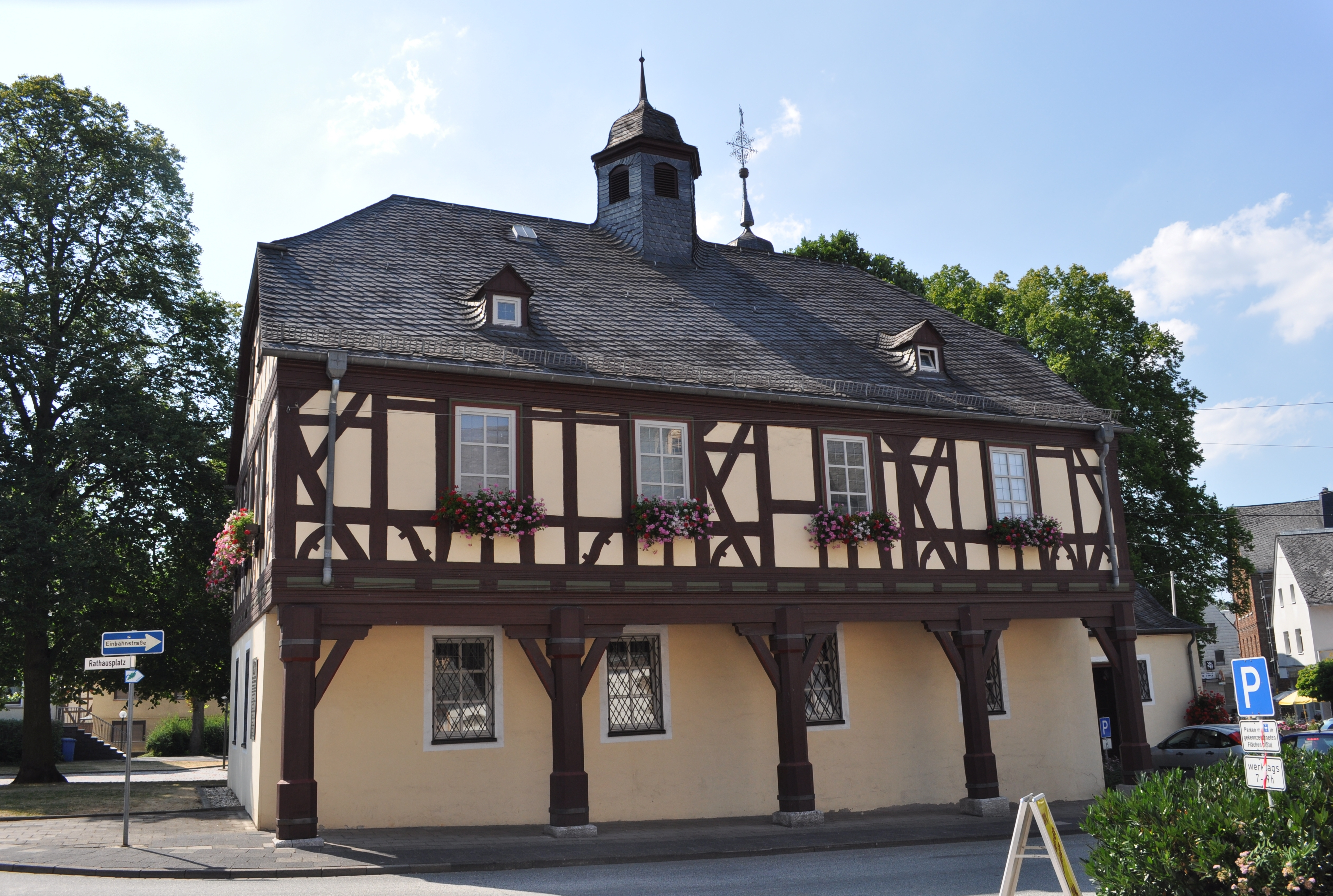
旧アムツハウス

#### 旧ナッサウのアムツハウス
ヴァイルミュンスターの旧アムツハウス（役所）は、町役場と福音主義教会の向かいに建つ、半切妻屋根と棟の上の六角形の小塔を有する木組み建築である。この建物は17世紀に建設された建物で、町長の役宅であり、裁判所であった。1772年から1822年までこの建物は学校として利用された。少年クラスと少女クラスが設けられていた。1822年から1915年までヴァイルミュンスターの校舎となった。1915年から1965年までは住居として利用された。1969年から1974年まで用途変更のための準備作業が行われ、1979年/80年に改修が完成した。現在この建物は、土木監督局および戸籍役場の所在地となっている。
このアムツハウスに増築されているのがかつてのパン焼き小屋（地元では「Bolles-che」と呼ばれる）である。風変わりな屋根を持つこの小さな建物は、牢獄、番兵の詰め所、夜警および地元の羊飼いの小屋として使われていた。

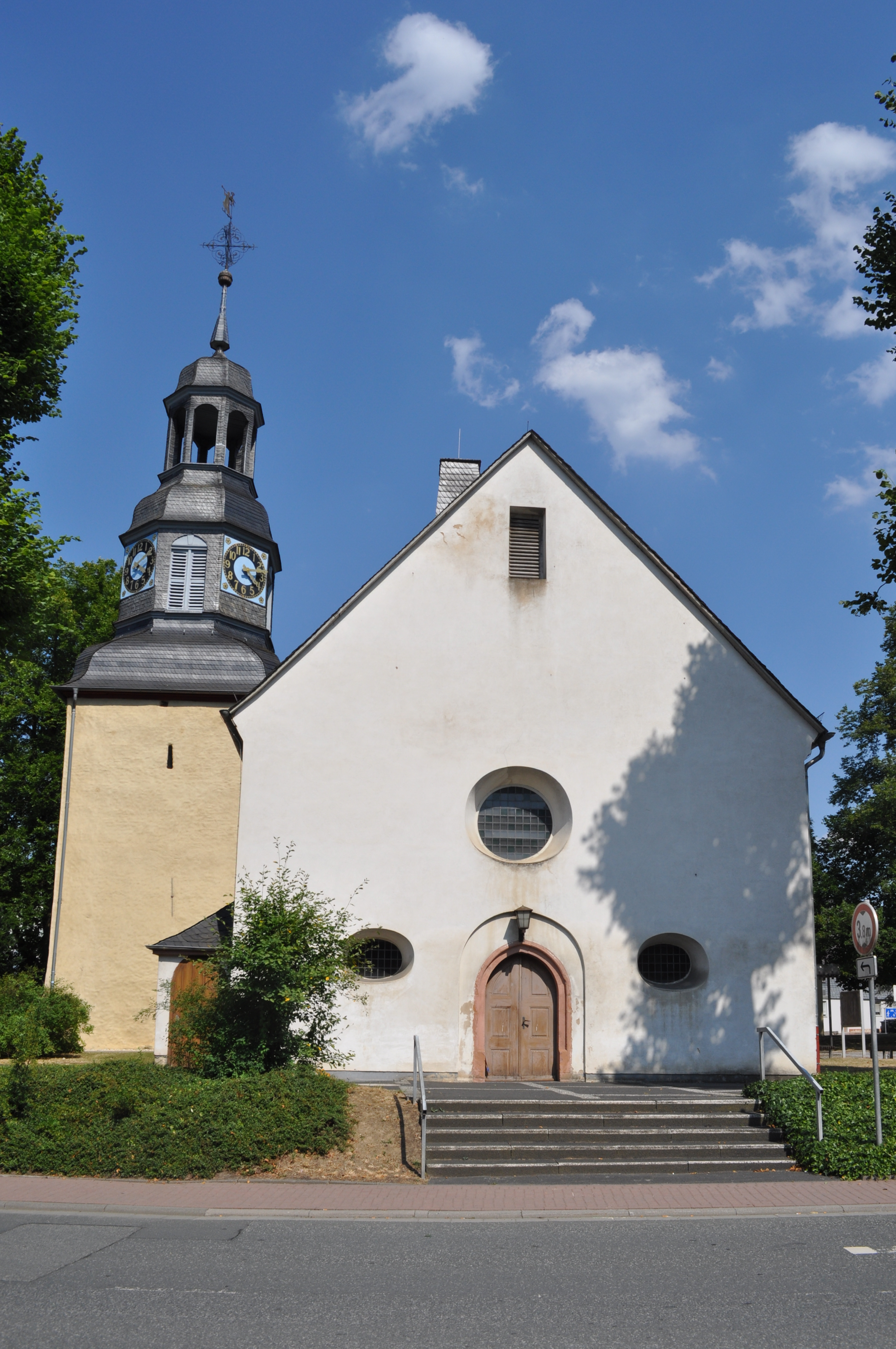
ヴァイルミュンスターの福音主義教会

#### 側防塔を持つ福音主義教会
ヴァイルミュンスターの福音主義教会は、長堂とは独立した形の12/13世紀の旧側防塔を有している。内陣と長堂は1511年に完成した。1790年にバロック様式に改築された。3面のバルコニー席と献金箱は1654年に、説教壇は17世紀に、オルガンは1776年に、洗礼盤台は18世紀のものである。

### 町役場
古典主義様式の町役場は1810年頃に建設された。1915年までこの建物は学校として利用された。この建物は、第二次世界大戦中の1944年に破壊され、戦後に一部再建された。

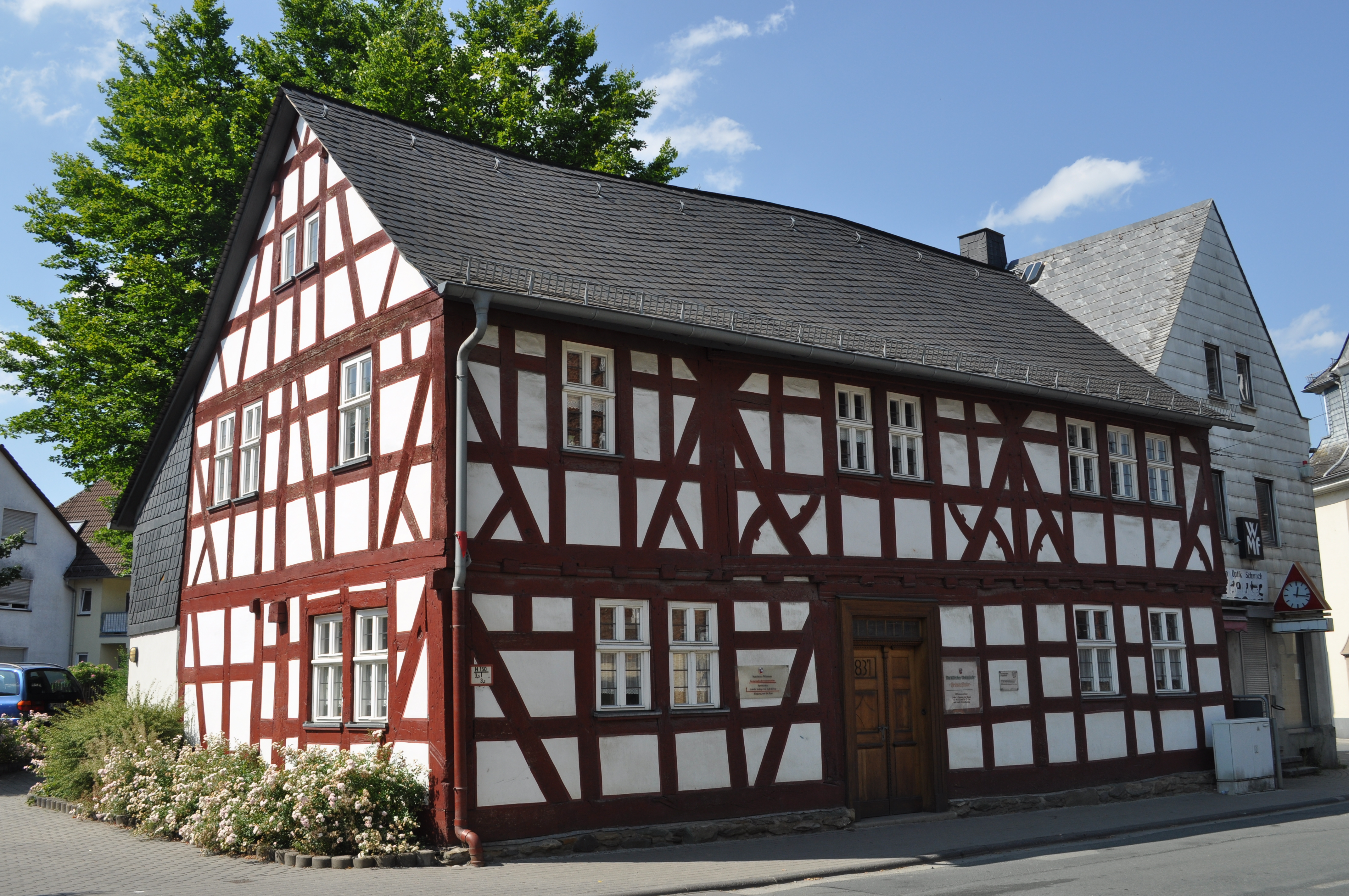
ヴァイルミュンスター郷土館

### 郷土館
郷土館は、1700年頃に建設された、軒側を道路に向けた2戸建ての住宅である。この木組み建築は入り口と角の柱に彫刻が施されている。菱形模様や編み込み模様で装飾された明かり採りの塔は、1837年にその存在が証明されている。この建物は現在ヴァイルミュンスター郷土協会の郷土館として利用されている。
この町には郷土館の他に多くの木組み建築がある。

### 展望塔「キルベルク塔」
地元では「レーマー塔」とも呼ばれるキルベルク塔は高さ約 20 m の塔で、町の約 25 m 上の高台に位置している。この塔は、中世のヴァイルミュンスター防衛施設の一部の見張り塔であった。この塔は1600年頃から存在している。近くには防壁の遺構も存在する。この塔は1986/87年に修復された。

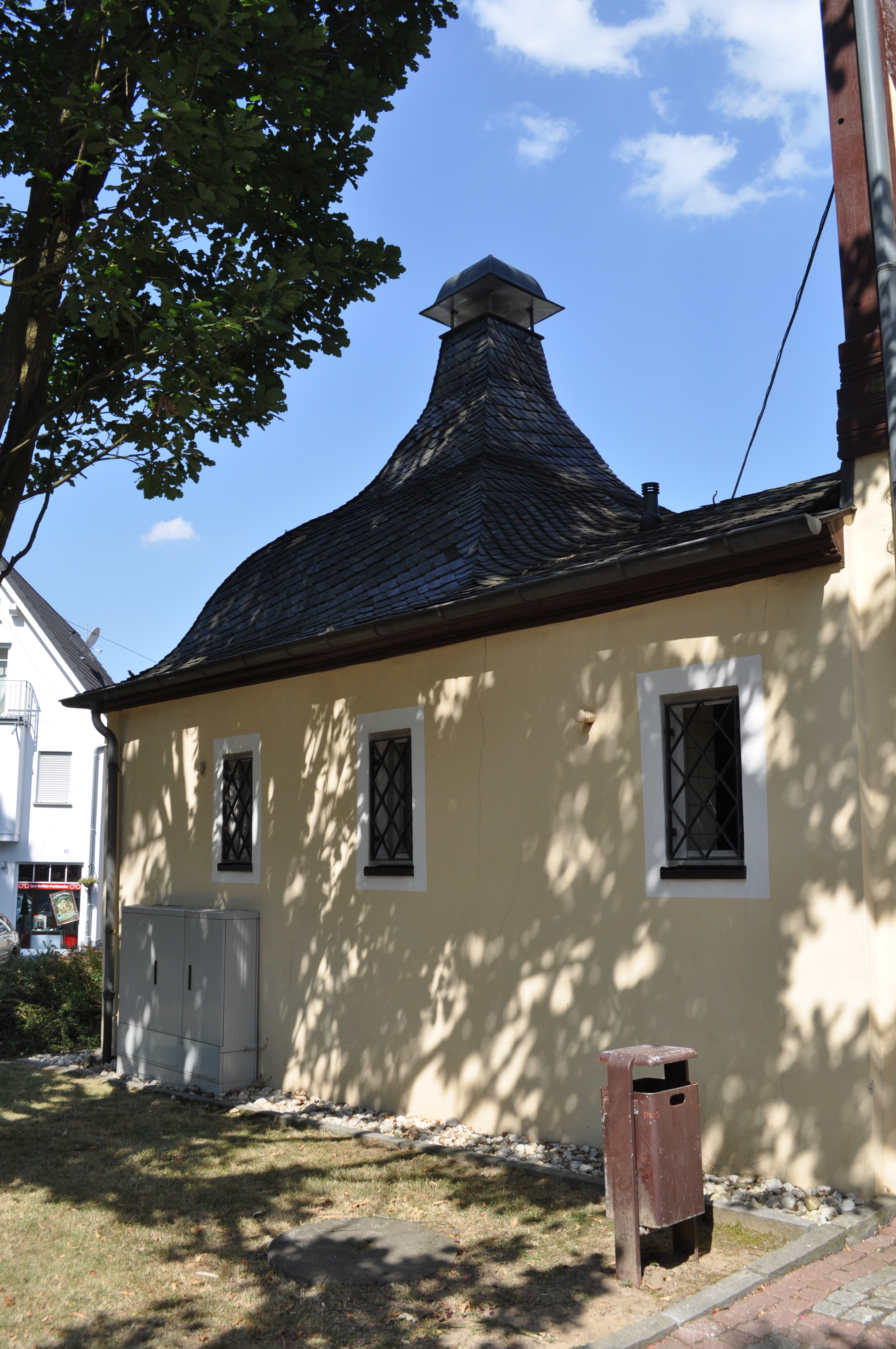
旧アムツハウスに併設された旧パン焼き小屋
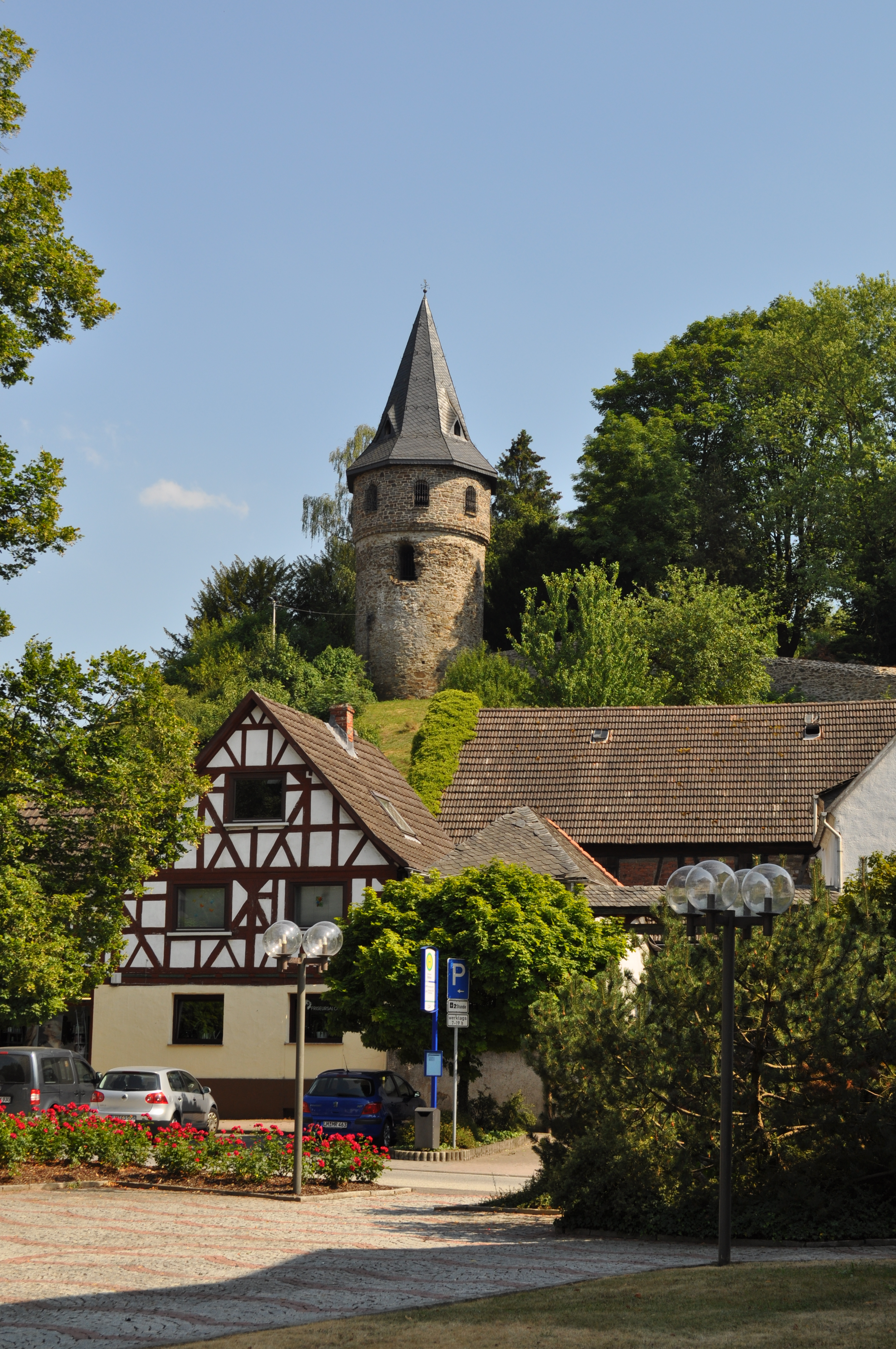
キルベルク塔

### 年中行事
ヴァイルミュンスターは400年以上前から市場開催権を有しており、現在もこれを活用して活発な風習が遺っている。春の市、農民市、マルティーニ・マーケットは多くの大衆を魅了している。この他に「ヴァイルタール＝マラソン」のようなスポーツイベントや「ヴァイルタールの自動車のない日曜日」は常にこの町に多くのゲストを惹き付けている。
- 3月　春の市
- 4月　ヴァイルタール＝マラソン
- 6月　ヴァイルミュンスター交通および美化協会と共同で開催されるヴァイルタール＝ファミリー＝自転車ツアー
- 7月　ケルテライ・ハイルと共同で開催されるアプフェルラウフ（直訳: リンゴレース）
- 7月　ワイン祭
- 8月　自動車のないヴァイルタールの日曜日
- 9月　キルメス（農民市が開催される）
- 11月　マルティーニ・マーケット

## 経済と社会資本

### 経済

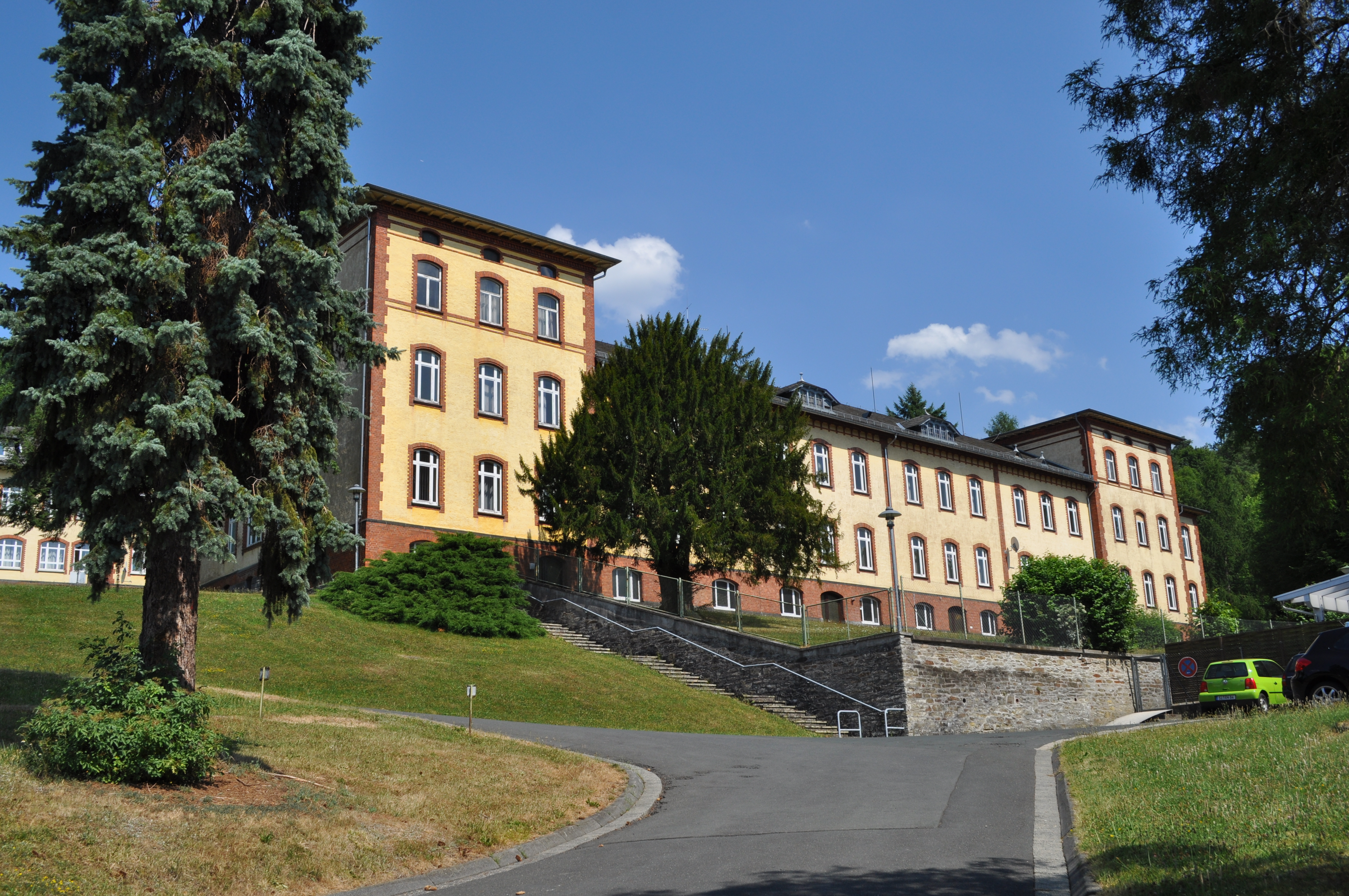
ヴィートス・クリーニクム・ヴァイルミュンスター

ヴィートス・クリーニクム・ヴァイルミュンスターは、680床の、この町の大きな雇用主である。2番目に大きな雇用主は、アウデンシュミーデの自動車部品サプライヤー、KM デコレイティブ・コンポーネンツ GmbH である。これに道路工事会社および数多くの中小企業や手工業者が続く。
ヴァイルミュンスターは郡内で最も森の豊かな町である。ヴァイルミュスター営林署は、州有林の他にリムブルク＝ヴァイルブルク郡およびラーン＝ディル郡の南部に位置する12市町村の森も管理している。

### 交通
ヴァイルミュンスターは、ヴァイルブルクを経由してバート・ホムブルク・フォア・デア・ヘーエに至る連邦道 B456号線近くに位置している。フランクフルト空港までの距離は約 60 km である。
1990年までに解体された鉄道ヴァイルブルク - グレーヴェンヴィースバッハ線（ヴァイルタール鉄道）はヴァイルミュンスターを通っていた。市街地から離れた固有の駅の他に、温泉施設は「ヴァイルミュンスター＝クアハウス」という名の別の駅を有していた。この町でラウブゼシュバッハ行きの支線が分岐していた。やがて全ての線路が完全に撤去され、その軌道跡は多くの部分が自転車道・遊歩道のヴァイルタールヴェークの建設に利用されている。
ラウブゼシュバッハ行きの軌道跡も現在はハイキング客、サイクリング客、インラインスケート客に利用されている（アスファルト舗装）。ヴァイルミュンスターには鉄道の最後の名残として駅舎とレンガ造りのトンネルの入り口が存在している。2007年8月まで保存されていた高架橋の石造りのアーチは、道路拡張のために場所を譲らなければならなかった。鉄道グレーヴェンヴィースバッハ - ブラントオーベルンドルフ（ヴァルトゾルムス）線の再開に関連してヴァイルミュンスターの鉄道路線への接続も検討された。しかし、この計画は具体的に進展しなかった。

### 教育
ヴァイルミュンスター地区にはラウブゼシュバッハに分校を持つ基礎課程学校がある。この他に本課程学校、実科学校、第5学年から第9学年までのギムナジウム部分課程の共同型総合学校がある。ヴァイルミュンスターの生徒の多くは、ヴァイルブルクの学校に進学する。

### 消防団
- ヴァイルミュンスター消防団
- アウレンハウゼン消防団
- ディーテンハウゼン消防団
- エルンストハウゼン消防団
- エッサースハウゼン消防団
- ライムバッハ消防団
- ランゲンバッハ消防団
- ラウブゼシュバッハ消防団
- ローンシュタット消防団
- ヴォルフェンハウゼン消防団

## 関連図書
- Erco von Dietze (1989). Archiv Evangelische Kirchengemeinde Weilmünster I. 1565–1975. Findbuch
- Erco von Dietze (1989). Archiv Evangelische Kirchengemeinde Weilmünster II. (Ernsthausen) 1766–1976. Findbuch
- Fritz Geisthardt (1957), “Landesherrliche Eisenindustrie im Taunus”, Nassauische Annalen 68:  pp. 156–174
- Georg Schmidt (1984), Bauernunruhen in Weilmünster (1563-1588)periodical=Nassauische Annalen, 95, pp. 91–118
- “Hessische Bibliographie - Weilmünster 関連図書検索結果”. 2020年11月8日閲覧。

### 訳注
1. ↑  ドイツ語: Amtは、一般に官庁あるいは官職を意味するが、ここでは地方役場およびその管区を意味する。